# Dolní Bukovsko
Dolní Bukovsko é uma comuna checa localizada na região da Boêmia do Sul, distrito de České Budějovice.